# فيدينسيو اوفييدو
فيدينسيو اوفييدو (بالإسبانية: Fidencio Oviedo) (30 مايو 1987 بسيوداد ديل استي في باراغواي - ) هو مدرب كرة قدم ولاعب كرة قدم باراغواياني في مركز الوسط. شارك مع منتخب باراغواي لكرة القدم. أما مع النوادي، فقد لعب مع سيرو بورتينيو ونادي ليبرتاد وسانتياغو مورنينغ ‏ ونادي 3 فبراير وIndependiente F.B.C. ‏ وTacuary ‏ ونادي سول دي أميريكا.

## روابط خارجية
- فيدينسيو اوفييدو على موقع إي إس بي إن إف سي (الإنجليزية)
- فيدينسيو اوفييدو على موقع قاعدة بيانات كرة القدم.إي يو (الإنجليزية)
- فيدينسيو اوفييدو على موقع ناشيونال فوتبول تيمز (الإنجليزية)
- فيدينسيو اوفييدو على موقع Soccerway.com (الإنجليزية)
- فيدينسيو اوفييدو على موقع AS.com (الإسبانية)